# Arrependimento (teologia)
O conceito de arrependimento, na teologia cristã, relaciona-se à ideia de pecado. 

## Origens
Na língua do Novo Testamento, em grego, "metanoia" significa uma mudança de pensamentos internos e atos externos. 
No Novo Testamento, João Batista pediu arrependimento durante seus discursos.  Jesus também pediu arrependimento quando proclamou o Evangelho para a salvação.   Foi um ponto focal na pregação de  Pedro e Paulo de Tarso. 

## Características
O arrependimento envolve reconhecimento, confissão e renúncia de pecado para aceitar a transformação e redenção de Deus. 
No cristianismo, os atos de arrependimento não recebem o perdão de Deus pelos pecados; ao contrário, o perdão é dado como um presente de Deus para aqueles que ele salva.   Também é visto como aceitando a morte de Jesus pelos pecados dos seres humanos. 

### Catolicismo
No catolicismo, o arrependimento ocorre no início da celebração eucarística (missa), ou antes do sacramento da penitência e da reconciliação. 

### Cristianismo Evangélico
No Cristianismo evangélico, o arrependimento é necessário para a salvação e novo nascimento. É o assunto do convites especiais durante os sermões e cultos.   Também faz parte da vida cristã e do processo de santificação. 